# Пшезьдзецкий, Ежи
Ежи Пшезьдзецкий (пол. Jerzy Przeździecki, 8 апреля 1927, Сосновец, Польша — 11 декабря 2020) — польский прозаик, театральный и кино-сценарист.

## Биография
Окончил Варшавскую школу экономики, в дальнейшем окончил курс литературы в университете Эдинбурга и прошёл стажировку в Университете Айовы (1974—1975).
В период немецкой оккупации был членом Сопротивления в составе Армии Крайовой. В 1945—1946 годах работал в академическом «Театре на Висле», послевоенные гастроли этого театра по Польше описал в повести «Знак жизни». В 1947 году был арестован и провёл пять месяцев в заключении. В 1949—1955 годах работал в Лицее театрального искусства в Варшаве, в 1965—1973 годах преподавал в Государственной театральной академии в Варшаве.
В 1955 году Пшезьдзецкий дебютировал в печати и на радио с повестью «Трое над Чёрной рекой» (переиздания 1975, 1978, 1981, 2010). Это произведение удостоено международной премии «Jeunesse du Monde». В последующие годы стал автором новых произведений — «Ягуар» (1959), «Конец» (1962, русский перевод 1965; острый и драматичный роман о польско-советской вражде), «Ruchome kamyki» (1964, стал победителем конкурса и включён в сборник, изданный в Великобритании), «Ясность ночи» (1976, 1979), «Знак жизни» (1977), «Кот» (1978, 1984), «Zakręt» (1979), «Солистка» (1980, 1985, 2007), «Punkt odniesienia» (1982), «Экзекуция» (1983), «Lekcja gimnastyki» (1984), «Zapamiętanie» (1984), «Opowiadania niemoralne» (1993), «Szał zamysłów» (1994), «Наш брат Каин» (1999, 2008), «Miłość i inne sierpniowe wstrząsy» (2001), «Rzeczy pospolite» (2006).
Из двадцати семи пьес Пшезьдзецкого многие поставлены в театре — на польской и международной сцене. Наиболее известны из них: «День прозрения», «Горсть песка», «Ostatnie piętro», «Wariat», «Бриллиант», «Ров», «Вердикт», «Wyż syberyjski» и «Masz ochotę na miłość?». Спектакли по произведениям Пшезьдзецкого ставились в Англии, Австралии, Болгарии, Венгрии, Германии, Иране, Латвии, Нидерландах, Норвегии, Польше, Румынии, России, США, Чехии, Швейцарии, Швеции, Шотландии.
Ежи Пшезьдзецкий также является автором сценария двенадцати фильмов. Наиболее известные: «Приговор» (1961), «День прозрения» (1969), «Зеленые годы» (1979). Многие из его фильмов посвящены теме Второй мировой войны, в СССР по его повести «Конец» снят телефильм «Дорога домой» (1967).
Помимо этого, писатель также является автором нескольких десятков радиопрограмм, как под псевдонимом «Фред Дженкинс», так и под своим именем; некоторые из них выходили на иностранных радиостанциях.
За свою деятельность Ежи Пшезьдзецкий получил девятнадцать наград. Дважды он награждён «Специальной наградой за творчество» Ассоциации польских писателей, также он получил Золотой рыцарский крест за заслуги в возрождении Польши, почётный титул «Ветеран борьбы за свободу и независимость Отечества» и «Почётный филантроп».

## Творчество

### Проза
- Troje znad Czarnej Rzeki, 1955
  - Трое над Чёрной рекой
- Jaguar 1959
  - Ягуар
- Kres", повесть, 1962
  - Конец
- Ruchome kamyki, 1964
- Troje znad Czarnej Rzeki (1975, 1978, 1981, 2010)
  - Трое над Чёрной рекой
- Jasność nocy, (1976, 1979)
  - Ясность ночи
- Znak życia, 1977
  - Знак жизни
- Kot, (1978, 1984)
  - Кот
- Zakręt, 1979
- Solistka, (1980, 1985, 2007)
  - Солистка
- Punkt odniesienia, 1982
- Egzekucja, 1983
- Lekcja gimnastyki, 1984
- Zapamiętanie, 1984
- Opowiadania niemoralne, 1993
- Szał zamysłów, 1994
- Nasz brat Kain, 1999, 2008
  - Наш брат Каин
- Miłość i inne sierpniowe wstrząsy, 2001
- Rzeczy pospolite, 2006

### Драматургия
- Dzień oczyszczenia, 1963
  - День прозрения
- Garść piasku
  - Горсть песка
- Ostatnie piętro
- Wariat
- Brylant
  - Бриллиант
- Rów, 1982
  - Ров
- Werdykt
  - Вердикт
- Wyż syberyjski
- Masz ochotę na miłość?
- Pasja
- Bunkier, 2004
- Tajemnica starego strychu, 2004,
- Rzut na taśmę, 2005
- Korzenie traw, 2007
- Korzenie traw
- Pola Elizejskie
- Włamanie
- Bazar

### Киносценарии
- Wyrok, 1962
  - Приговор
- Dzien oczyszczenia, 1970
  - День прозрения
- Pejzaz z bohaterem, 1971
- Zielone lata, 1980
  - Зелёные годы
- Wycinanki
- Zapalniczka
- Deep End
- Na samym dnie (совместно с Й.Сколимовским)
- Wypadek
- Wszystko gra

### Экранизации
- 1967 — Дорога домой (телефильм, СССР)